# Katolická liga pro náboženská a občanská práva
Katolická liga pro náboženská a občanská práva (angl. Catholic League for Religious and Civil Rights; zkráceně Katolická liga, Catholic League) je americká nevýdělečná antidefamační organizace, která si klade za cíl především bránit „katolíky a jejich práva svobodně participovat na americkém veřejném životě“ před pomluvami, urážkami a diskriminací.
Celosvětově je známa především pro svá oficiální stanoviska k různým skandálům katolické církve a k různé umělecké produkci, která se nějak dotýká katolické, potažmo křesťanské víry. Navzdory svému názvu a cílům nemá žádné spojení s oficiálními strukturami katolické církve.
Katolická liga má poměrně velký vliv mezi americkými katolíky. Snaží se korigovat informace šířené médii, které považuje za nepřesné, zaujaté či lživé a poškozující katolíky v očích zbytku americké společnosti. Z nejvýznamnějších počinů ohledně této oblasti lze jmenovat například vydání publikace Pius XII. and the Holocaust. A Reader, která objasňuje úlohu papeže Pia XII. za druhé světové války a holokaustu, či studii o sexuálních skandálech katolických duchovních v USA.
Organizuje také kampaně a bojkoty proti společnostem a počinům, které podle ní jsou nepřátelské katolíkům (potažmo křesťanům). Z poslední doby si připisuje např. výrazný podíl na neúspěchu, který potkal v USA film Zlatý kompas ve Spojených státech.